# Али Суави
Али Суави (осман. علی سعاوی‎; ноябрь 1839, Стамбул — 20 мая 1878, Стамбул) — османский педагог, журналист, богослов и политический активист.

## Биография
Али Суави родился в ноябре 1839 года в Стамбуле в семье Хусейна-аги, который зарабатывал на жизнь изготовлением бумаги. Доподлинно неизвестно, где Суави получал школьное образование, но согласно мемуарам «Новая османская история» он посещал Среднюю школу Давута-паши. 
В 1856 году начал преподавать в средней школе Бурсы, но спустя год он покинул школу из-за жалоб общественности. Затем служил на разных должностях в Софии и Пловдиве. После увольнения он вернулся в Стамбул и посещал особняки некоторых пашей, среди которых был Сами-паша. Он начал читать проповеди в мечети Шехзаде и согласно Исламской энциклопедии «был сильным оратором и легко влиял на своих слушателей». Его проповеди посещал великий визирь Фуад-паша.
Суави был одним из авторов газеты «Мухбир», которая начала издаваться в начале 1867 года. В этой газете писались статьи по разным политическим и социальным вопросам. 25 февраля 1867 года Суави был сослан в Кастамону, где находился под надзором в течение двух с половиной месяцев. По приглашению Мустафы Фазыла-паши тайно вернулся в Стамбул, откуда бежал в Европу. Али прибыл в Париж вместе с товарищами по «Новым Османам» Намыком Кемалем и Зиёй-пашой. Позже он уехал в Лондон, где возобновил издание газеты «Мухбир», новый выпуск которого вышел 31 августа 1867 года.
В ноябре 1868 года Суави прекратил издание «Мухбира» и вернулся в Париж, где начал издавать научно-интеллектуальную газету «Улюм». В газете печатались статьи на такие темы как история, история культуры, религиозные вопросы, философия, образование и экономика. С началом франко-прусской войны Суави перенёс издательство в Лион, где газета издавалась под названием «Временные клиенты Улюма». Помимо газеты в Париже издавались небольшие брошюры и ежегодники интеллектуального и политического содержания.
В октябре 1876 года с разрешения султана Абдул-Хамида II вернулся в Стамбул. Суави завоевал доверие султанского двора своими статьями против великого визиря Мидхата-паши и конституционной монархии. Он был назначен директором школы Мектеб-и-Султани, должность которого занимал год. 16 декабря 1877 года был отправлен в отставку по причине плохого управления и слухов о его поведении. 
20 мая 1878 года принял участие в нападении на дворец Чыраган, целью которого было освободить свергнутого султана Мурада V и возвести его на трон. Суави возглавил группу из 200 (по другим данным 250) вооружённых беженцев и был застрелен во время атаки на дворец.
Был автором ряда трактатов и публицистических материалов на разные темы.

## Память
Младотурки признали его национальным героем.